# Sveriges vägtyper
Sveriges vägtyper skiljer sig åt dels genom standard, dels trafikregler såsom vilka fordon som är tillåtna.
- Motorväg, MV.
- Motortrafikled, MML; de flesta är mötesfria men inte alla. Långsamgående fordon är förbjudna.
- Mötesfri landsväg, MLV. Även långsam trafik så som med cykel är tillåten.
- Tvåfältsväg, 2F; där omkörning sker i motriktat körfält; "vanlig landsväg".
- Enfältig väg, 1F; enkelriktad eller dubbelriktad.
- Gata.
- Gårdsgata.
- Gågata.
- Gång- och cykelbana

Övergång mellan olika vägtyper måste utformas till tydlig och god överskådlighet för trafikanterna. Detta är särskilt viktigt vid övergång till vägtyp med lägre standard, t.ex. från motorväg till motortrafikled.